# Поручик-Кырджиево
Поручик-Кырджиево (болг. Поручик Кърджиево) — село в Болгарии. Находится в Добричской области, входит в общину Крушари. Население составляет 43 человека.

## Политическая ситуация
Поручик-Кырджиево подчиняется непосредственно общине и не имеет своего кмета.
Кмет (мэр) общины Крушари — Добри Стоянов Стефанов (Движение за права и свободы (ДПС)) по результатам выборов 2007 года в правление общины.